# Spinosaurus

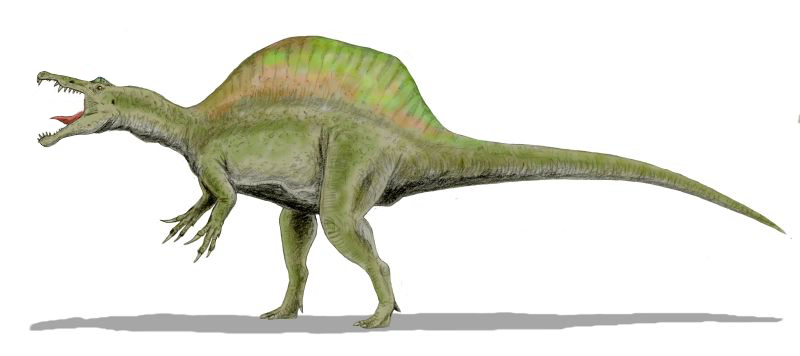

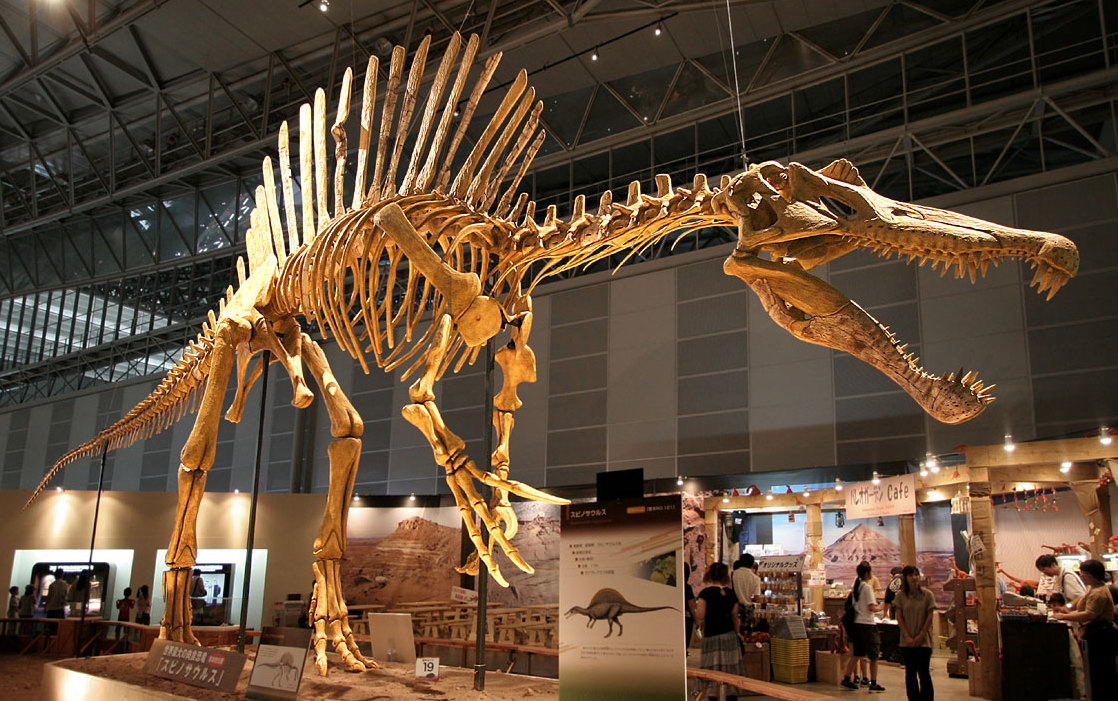

Spinosaurus este un dinozaur theropod biped care a trăit la mijlocul perioadei Cretacicului, în ceea ce este acum Africa de Nord.
A fost descoperit în 1910 de paleontologul german Ernst Stromer. Rămășitele sale originale (primele fosile descoperite) au fost distruse în al Doilea Război Mondial. Vertebrele de pe spate creșteau până la 1,69 metri.
Este cel mai înalt dinozaur carnivor, mai lung decât Tyrannosaurus rex sau Giganotosaurus, ajungând până la 16–18 metri și 7–9 tone în greutate.
Două studii, publicate de revista Science în septembrie 2014 susțin că Spinosaurus aegyptiacus avea o viață semi-acvatică.
De asemenea, principala sursă de hrană era peștele.
Conviețuia împreună cu alte specii carnivore, precum Rugops.